# Domingos Té
Domingos Té (Bissau, 7 de outubro de 1980) conhecido como Apatche é um técnico e ex-futebolista guineense.